# Pileolaria pseudoclavus
Pileolaria pseudoclavus är en ringmaskart som beskrevs av Vine 1972. Pileolaria pseudoclavus ingår i släktet Pileolaria och familjen Serpulidae. Inga underarter finns listade i Catalogue of Life.